# Кастелани Тарабини (Модена)
Кастелани Тарабини је насеље у Италији у округу Модена, региону Емилија-Ромања.
Према процени из 2011. у насељу је живело 18 становника. Насеље се налази на надморској висини од 65 м.